# Lago Walchen

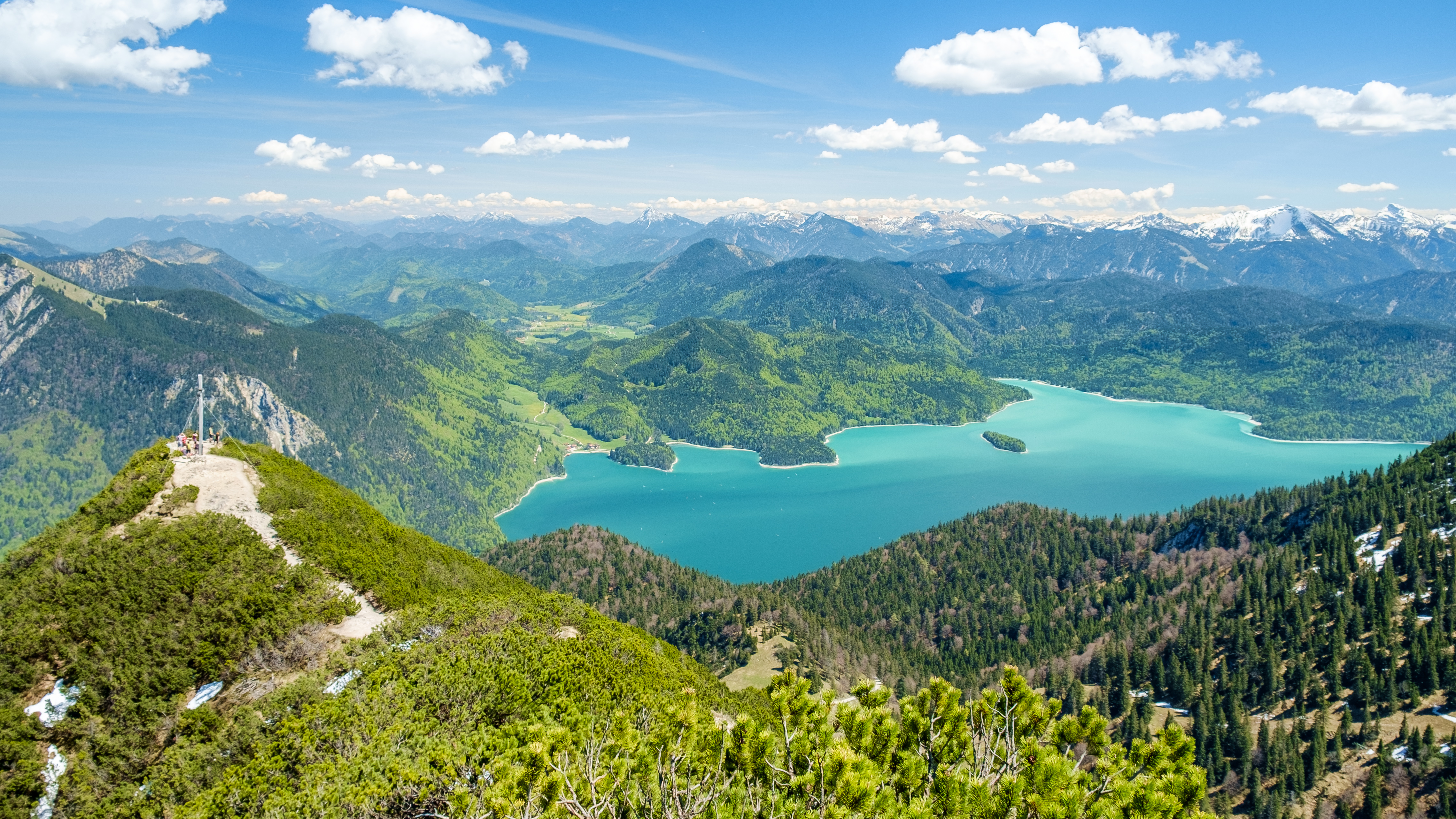
Vista del lago desde Herzogstand.

El lago Walchen (en alemán: Walchensee) es un lago glacial de Alemania situado en los Alpes de Baviera. Es uno de los lagos más grandes y profundos de los lagos alpinos de Alemania. De forma sensiblemente triangular con un vértice apuntando al norte, tiene una profundidad máxima de 192,3 metros y un área de 16,4 kilómetros2. El lago está a 75 kilómetros al sur de Múnich. Todo el lago, junto con su única isla de Sassau, está incluido en el municipio de Kochel am See. La costa este y sur del lago son parte de los límites entre  Kochel am See y Jachenau. El lago es un importante centro turístico en Alemania.

## Etimología
El nombre Walchen parece proceder del alto alemán medio y significa "extranjeros". La población romana y romanizada en los Alpes al sur de Baviera era conocida por los germanos y germanizados como Welsche o incluso Walche. La misma etimología puede encontrarse en Suiza (Lago Walen) y en Austria (el Lago Waller de Salzburgo).
Otra interpretación posible es la que hace provenir el nombre del latín Lacus vallensis, que significa "lago en un valle". En los mapas del siglo XVI, el lago tiene también la etiqueta dicto Itálico, que significa "como se dice al itálico modo", probablemente debido a las grandes relaciones que de la ruta por el valle del Walchensee llegaban, a través de Mittenwald e Innsbruck, desde Italia.

## Geografía

### Génesis
El lago Walchen llena un valle tectónico, formando parte de la Bayerisches Synklinorium (la sinclinal de Baviera) con rocas del triásico (capas de dolomita principal, Plattenkalke y Kössener). La extrema profundidad del lago (192,3 m) es el resultado de esta formación tectónica. Las paredes de roca de la orilla noroeste muestran claramente la fuerte disposición de las capas de roca. La creación del lago por las fuerzas de formación de los Alpes, indica que el Walchensee podría ser uno de los lagos más antiguos de Alemania. Durante las glaciaciones, el glaciar Isar-Loisach dejó en repetidas ocasiones su huella en la morfología de la zona y, con ello, en el Walchensee.